# Jon Favreau
Jonathan Kolia "Jon" Favreau, född 19 oktober 1966 i Queens i New York, är en amerikansk skådespelare, manusförfattare, filmproducent och regissör.
Favreau har gästspelat i många kända TV-serier som till exempel Seinfeld, My Name Is Earl och Vänner.

## Filmografi (i urval)
- 1993 – Rudy
- 1994 – Seinfeld (TV-serie) – Eric the Clown i avsnittet "The Fire"
- 1996 – Du, var är brudarna? (manus och roll)
- 1997 – Vänner (gästroll i TV-serie)
- 1998 – Deep Impact
- 1998 – Very Bad Things
- 2003 – Daredevil
- 2003 – Elf (regi och roll)
- 2003 – Galen i kärlek
- 2004 – Kungen av Queens, avsnitt Trash Talker (gästroll i TV-serie)
- 2004 – Wimbledon
- 2005 – Zathura - Ett rymdäventyr (regi)
- 2006 – My Name Is Earl, avsnitt O Karma, Where Art Thou? (gästroll i TV-serie)
- 2006 – The Break-Up
- 2006 – Boog & Elliot - Vilda vänner (röst)
- 2008 – Iron Man (regi, produktion och roll)
- 2008 – Borta bäst, hemma värst
- 2009 – G-Force (röst)
- 2009 – I Love You, Man
- 2009 – Trubbel i paradiset
- 2010 – Iron Man 2 (regi, produktion och roll)
- 2010–2013 – Star Wars: The Clone Wars, (återkommande gäströst i TV-serie)
- 2011 – Zookeeper (röst)
- 2011 – Cowboys & Aliens (regi och produktion)
- 2012 – John Carter
- 2012 – The Avengers (produktion)
- 2012 – People Like Us
- 2013 – Identity Thief
- 2013 – Iron Man 3
- 2013 – The Wolf of Wall Street
- 2014 – Chef (regi, produktion och roll)
- 2015 – Avengers: Age of Ultron (produktion)
- 2015 – Entourage
- 2016 – Djungelboken (regi, produktion och roll)
- 2016 – Term Life
- 2017 – Spider-Man: Homecoming
- 2017 – The Orville (TV-serie) (regi och produktion)
- 2017 – Young Sheldon (TV-serie) (regi och produktion)
- 2018 – Avengers: Infinity War (produktion)
- 2018 – Solo: A Star Wars Story (röst)
- 2019 – Avengers: Endgame
- 2019 – Spider-Man: Far From Home
- 2019 – Lejonkungen (regi och produktion)
- 2021 – Spider-Man: No Way Home
- 2019–2023 – The Mandalorian (TV-serie) (skapare)
- 2021 – The Book of Boba Fett (TV-serie) (skapare)
- 2023 – Ahsoka (TV-serie) (produktion)
- 2024 – Deadpool & Wolverine
- 2024 – Star Wars: Skeleton Crew (TV-serie) (produktion)
- 2026 – The Mandalorian & Grogu (regi, manus och produktion)